# Малеча Нестор Михайлович
Малеча Нестор Михайлович (27 жовтня 1887, с. Стругова Буда, Російська імперія — 9 серпня 1979, м. Уральськ, Казахстан) — етнограф, мовознавець, педагог, громадський діяч.

## Початок революційної діяльності
Народився в сім'ї священика. Навчався в Новгород-Сіверському духовному училищі та Чернігівській духовній семінарії, з якої перейшов до Новгород-Сіверської класичної гімназії; у 1904 році виключений з неї за участь у революційному русі. Того ж року виїхав до Санкт-Петербурга, де закінчив повний курс 10-ї Санкт-Петербурзької гімназії; з 1905 року — студент біологічного факультету Вільної вищої школи П. Лесгафта. У 1905 році вступив до РСДРП (б); з Петербургу привозив на Чернігівщину нелегальну революційну літературу, проводив пропаганду серед робітників і селян на плантаціях Стародубського та Новгород-Сіверського повітів; наприкінці того ж року заарештований у м. Стародубі за розповсюдження нелегальної літератури і ув'язнений на 11 місяців до Стародубської в'язниці. Разом з ним до в'язниці потрапив і брат-революціонер Семен Малеча, який був убитий при спробі втечі тюремною охороною. З 1907 року — статистик в установах Міністерства шляхів водного сполучення в м. Києві; у 1910–1913 рр. перебував на військовій службі (діловод штабу 4-ї піхотної дивізії) в м. Генсьорові Ломжинської губ. (нині Республіка Польща); у 1913—1915 рр. — наглядач на реєстрації річкових вантажів у м. Миколаєві, у 1915–1918 рр. — доглядач евакогоспіталю в м. Херсоні.

## Визвольні змагання

### Херсонський період
З 1909 р. — член УСДРП, з 1915 р. — засновник і керівник її Херсонської організації. У 1917 році заснував перше у Херсоні культурно-політичне товариство «Українська Хата в Херсоні». У 1917 року — член Центральної контрольної комісії УСДРП, гласний Херсонської міської думи, херсонський повітовий комісар при Українській Центральній Раді. У 1918 р. — секретар українського міського комітету при Херсонській міській думі;

### На фронті
у 1919 р. — член термінологічної комісії лівобережних залізниць у Києві. Того ж року виїхав до дружини в м. Рівне, де був мобілізований до Армії УНР (призначений інспектором культурно-національних справ Волинської дивізії); того ж року взятий у полон денікінцями. У 1920–1921 рр. — учитель української мови 3-ї класичної школи в м. Миколаєві; у 1921—1922 рр. — шкільний інструктор політуправління Київського військового округу, інспектор ліквідації неписьменності Київського губернського відділу народної освіти.

## Наукова діяльність
У 1923—1925 рр. слухав лекції на факультеті етнології Київського археологічного інституту. З 1925 р. — заступник голови Київського етнографічного товариства, з 1927 р. — член ради Кабінету антропології та етнології ім. Ф. Вовка. У 1926–1927 рр. — депутат Київської міської ради. З 1930 р. — науковий співробітник, з 1933 р. — завідувач лексичним бюро Інституту мовознавства ВУАН; водночас у 1930–1932 рр. — директор Київського технікуму м'ясної промисловості, у 1933 р. — викладач Київського фінансово-економічного інституту. У 1933 р. заарештований, у 1934 р. висланий до м. Уральська (нині Республіка Казахстан). У Києві залишились: дружина Марія Миколаївна, п'ятнадцятилітня донька Ганна та семирічний син Святополк. До 1936 р. — науковий керівник Західно-Казахстанського відділення Географічного товариства Казахстану, у 1936–1940 рр. — викладач німецької і російської мов у місцевих середніх школах, у 1937–1943 рр. — викладач латинської мови в Уральській фельдшерській школі. З 1939 р. викладав також мовознавчі дисципліни в Уральському педагогічному інституті. З 1954 р. — кандидат філологічних наук; з 1958 р. — доцент, з 1962 р. — професор кафедри російської мови Уральського педагогічного інституту. З 1975 р. — на пенсії.

## Наукові праці
Питання української етнографії досліджував у працях: «Весілля в селі Пакуль Чернігівського повіту Чернігівської губернії» (1912); «З народної арифметики» (1929); «Програма до збирання відомостей про плахти» (1930); «Дитячий фольклор. Лічилки» (1976). Першим з вітчизняних філологів розпочав вивчення мови творів Т. Шевченка: «Словничок Шевченкової мови» (1916); «Українсько-руський словничок до „Кобзаря“ Т. Шевченка» (1918). Широко дослідив говірки уральського козацького населення: «Говори Приуральського району Західно-Казахстанської області» (1948); «Говори уральських козаків» (1949); «Фонетичний лад територіального діалекту уральських козаків» (1954); «Збірник словникових статей територіального діалекту уральських козаків» (1960); «Уральські козаки та їхній діалект» (1963) та ін.; підготував «Словник говорів російського населення середньої та нижньої течії річки Урал» і «Словник імен російського населення середньої та нижньої течії річки Урал» (обидві — неопубл.). Упорядкував численні підручники та посібники: «Робоча книгу з української мови. Для шкіл політосвіти 1-го ступеня, для гуртків нижчого технічного персоналу та самоосвіти» (Київ, 1928, у співавторстві з Іваном Бойківим); «Заочний курс української мови для малописьменних», «На колгоспних ланах. Сільський буквар для дорослих» (обидві — 1930); «Український правописний словник» (1931); «Ударник. Буквар для дорослих» (1936).